# لیکورگوس

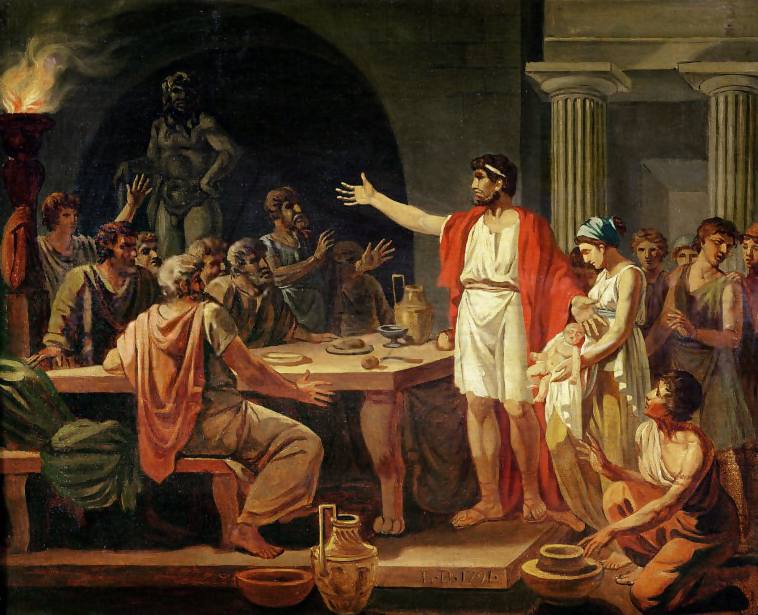
'"لیکورگوس اسپارتی"، لیکورگوس پادشاهی را در هنگام تولد کودک به او واگذار کرد.

لیکورگوس (زبان یونانی: Λυκοῦργος) قانونگذار افسانه ای اسپارت بود. او با ایجاد اصلاحات نظامی محور جامعه اسپارتی مطابق با اوراکل آپولون در دلفی اعتبار دارد. تمام اصلاحات او سه فضیلت اسپارتی را ترویج می‌کرد: برابری (میان شهروندان)، آمادگی نظامی، و ریاضت. به‌گفته‌ی ماکیاولی، اسپارتیان هشتصدسال از قوانین لیکورگوس پیروی کردند بی‌آنکه تغییری در آن‌ها بدهند یا آشوبی خطرناک در شهرشان روی بنماید.
بیشترین اطلاعات در مورد زندگی لیکورگوس از پلوتارک (بخشی حیات مردان نامی) می‌آید که بیشتر از یک بیوگرافی واقعی یک مجموعه حکایتی است. خود پلوتارک اظهار می‌کند که هیچ چیز را نمی‌توان به‌طور قطعی دربارهٔ لیکورگوس دانست، زیرا نویسندگان مختلف تقریباً از همه چیز دربارهٔ او روایت‌های متفاوتی ارائه می‌دهند.